# Patrick Barkham
Patrick Barkham (* 1975 in Norfolk, England) ist ein britischer Schriftsteller und Journalist.

## Leben und Werk
Barkham wurde 1975 in Norfolk geboren und studierte an der University of Cambridge. Danach schlug er eine Karriere im Journalismus ein, die ihn zum Londoner Guardian führte. Dort schreibt er hauptsächlich zu Themen aus den Feldern Natur, Naturgeschichte und Klimawandel. Barkham ist Präsident des Norfolk Wildlife Trust. Er ist verheiratet und Vater dreier Kinder.
Seit 2011 veröffentlichte er mehrere Sachbücher, die dem Genre des nature writing zugeordnet werden. 2011 debütierte er mit einem Buch über die im Vereinigten Königreich vorkommenden Schmetterlingsarten (The Butterfly Isles), das in die engere Auswahl für den Ondaatje Prize der Royal Society of Literature kam und von Literaturkritikern positiv besprochen wurde. Sein zweites Buch Badgerland widmete sich der britischen Population von Dachsen (badgers), das sich auch vor dem Hintergrund der damaligen Debatte um das badger culling, also die Erlaubnis zur Dachsjagd zur Prävention bestimmter Seuchen, bewegte. Badgerland erfuhr erneut positive Bewertungen von Literaturkritikern, wurde bei den East Anglian Book Awards als bestes Sachbuch ausgezeichnet und kam beim Ondaatje Prize wie auch beim Wainwright Prize in die Kurzauswahl. Im Frühjahr 2015 veröffentlichte er anlässlich des 50. Jubiläums der Neptune Coastline Campaign des National Trusts sein drittes Buch Coastlines über die britischen Küstengebiete und deren zunehmende Bedrohung.
2018 beschäftigte er sich in Islander mit den kleineren Inseln der britischen Inseln und deren Bewohnern. 2020 folgte mit Wild Child ein Plädoyer für eine intensivere menschliche Beziehung zur Natur und eine größere Rolle für Erfahrungen in der Natur in der Kindererziehung. Das Buch schaffte es in die Longlist des Wainwright Prize for UK Nature Writing. 2022 publizierte er in der Antologie Wild Green Wonders mehrere seiner journalistischen Artikel zum Thema Natur und Umwelt. 2023 veröffentlichte er zusammen mit Alastair Fothergill ein gleichnamiges Begleitbuch zu David Attenboroughs TV-Naturfilmserie Wild Isles, im gleichen Jahr erschien auch seine Biografie des Umweltschützers Roger Deakin (The Swimmer).

## Werke
Monografien
- The Butterfly Isles: A Summer In Search Of Our Emperors And Admirals. Granta Books, London 2010, ISBN 978-1-84708-239-8.
- Badgerlands: The Twilight World of Britain’s Most Enigmatic Animal. Granta Books, London 2013, ISBN 978-1-84708-700-3.
- Coastlines: The Story of Our Shore. Granta Books, London 2015, ISBN 978-1-84708-897-0.
- Islander: A Journey Around Our Archipelago. Granta Books, London 2018, ISBN 978-1-78378-190-4.
- Wild Child: Coming Home to Nature. Granta Books, London 2020, ISBN 978-1-78378-191-1.
- mit Alastair Fothergill: Wild Isles. HarperCollins, London 2023, ISBN 978-0-00-835931-7.
- The Swimmer: The Wild Life of Roger Deakin. Penguin Books, London 2023, ISBN 978-0-241-47147-0.

Herausgeberschaften
- The Wild Isles: An Anthology of the Best of British and Irish Nature Writing. Head of Zeus, London 2021, ISBN 978-1-78954-140-3.
- Wild Green Wonders: A Life in Nature. Faber & Faber, London 2022, ISBN 978-1-78335-248-7.